# Glypta exophthalmus
Glypta exophthalmus är en stekelart som beskrevs av Joseph Kriechbaumer 1887. Glypta exophthalmus ingår i släktet Glypta och familjen brokparasitsteklar. Inga underarter finns listade i Catalogue of Life.